# Sacespalus indicus
Sacespalus indicus är en stekelart som beskrevs av Mani 1975. Sacespalus indicus ingår i släktet Sacespalus och familjen gallmyggesteklar. Inga underarter finns listade i Catalogue of Life.